# Рейсвейк
Рейсвейк (на нидерландски: Rijswijk), преди това Ризвик (на нидерландски: Ryswick), е град и община в Западна Нидерландия, в провинция Южна Холандия. Населението му е 55 220 души (1 януари 2021). Площта му е 14,49 km2, от които 0,53 km2 вода.

## Демография
62% от населението са нидерландци, останалите 38% не са от холандски произход.

## История
Археологическите разкопки показват, че тази област на крайбрежните дюни е обитавана още преди около 5500 години. Формирането на село Рейсвейк става през XIII век и неговата история е доминирана от присъствието на имения и имоти на аристокрацията. 
Договорът от Ризвик е подписан в Хуис тер Ньовбург през 1697 г., слагайки край на Деветгодишната война. В чест на договора в гората край града е издигнат паметника Иглата на Рейсвейк (1792).
До 1900 г. Рейсвейк остава сравнително малка общност, но се урбанизира през ХХ век, когато се разраства бързо. Днес районът на Рейсвейк е почти напълно застроен. Последното голямо развитие е новият квартал Ипенбург, построен върху земите на бившето летище Ипенбург, но тази част на Рейсвейк е анексирана от Хага през 2002 г. Рейсвейке част от агломерацията Хаагланден. През годините застроената му площ се разраства до степен, в която на практика се слива с Хага, въпреки че все още е отделна община.
Истана Негара, един от шестте президентски дворци на Индонезия, в квартал Хармони на Джакарта, се е наричал дворец Рейсвейк по време на холандските колониални времена.

## Икономика
Рейсвейк е седалище на:
- Биомедицинският център за изследване на примати;
- Холандското патентно ведомство, на същото място като клон на Европейското патентно ведомство;
- Голям технологичен център на петролната компания Шел.
- Малка част от холандската национална криминалистична лаборатория, която изследва улики и веществени доказателства, за да подпомогне полицейските разследвания. Основната сграда е преместена в Хага-Ипенбург.
- Централата на TUI Холандия.

## Известни личности
- Дионисий Кулен (1871 – 1945), нидерландски политик
- Хенк Беернинк (1910 – 1979), нидерландски политик
- Жерар Веринга (1924 – 1999), нидерландски политик и криминолог
- Мауриц Киек (1909 – 1980), борец от съпротивата през Втората световна война
- Алберт Беншоп (1949 –  2018), нидерландски социолог и академик
- Петер Оскам (роден през 1960 г.), нидерландски политик, бивш футболен съдия
- Сигрид Кааг (родена през 1961 г.), нидерландски политик и дипломат, министър на външната търговия и развитието от 2017 г.
- Елко Висер (1966-2022), професор по компютърни науки
- Адриан ван дер Кабел (1630–1705), нидерландски пейзажист от Златния век
- Хендрик Толенс (1780 – 1856), поет
- Жак ван Меегерен (1912 – 1977), холандски илюстратор, художник и заподозрян фалшификатор на изкуство
- Теди Шолтен (1926 – 2010) е холандски певец и победител в Евровизия през 1959 г.
- Феликс Тийсен (роден през 1933 г.), автор на криминални и научнофантастични романи и книги за деца
- Иля Леонард Пфайфер (роден през 1968 г.), поет, романист, полемист и класически учен
- Луис Отен (1883 – 1946), футболист, отборен бронзов медалист от летните олимпийски игри през 1908 г.
- Аниш Гири (роден през 1994 г.), роден в Русия холандски гросмайстор по шахмат, живее в Рейсвейк